# 印波国造
印波国造（いんばのくにのみやつこ・いんばこくぞう）は下総国中部を支配した国造。

## 概要

### 祖先
- 『先代旧事本紀』「国造本紀」には応神朝に神八井耳命の八世孫・伊都許利命を国造に任じたとされる。

### 氏族
丈部氏（はせつかべうじ、姓は直）。

## 本拠

### 支配領域
国造の支配領域は当時印波国と呼ばれた地域、後の下総国印旛郡に相当し、現在の千葉県成田市、佐倉市、八街市、四街道市、印西市、印旛郡に当たる。

## 氏神
- 麻賀多神社
千葉県成田市に鎮座する神社で、祭神は稚産霊命。境内社に印旛国造神社などがある。

## 人物

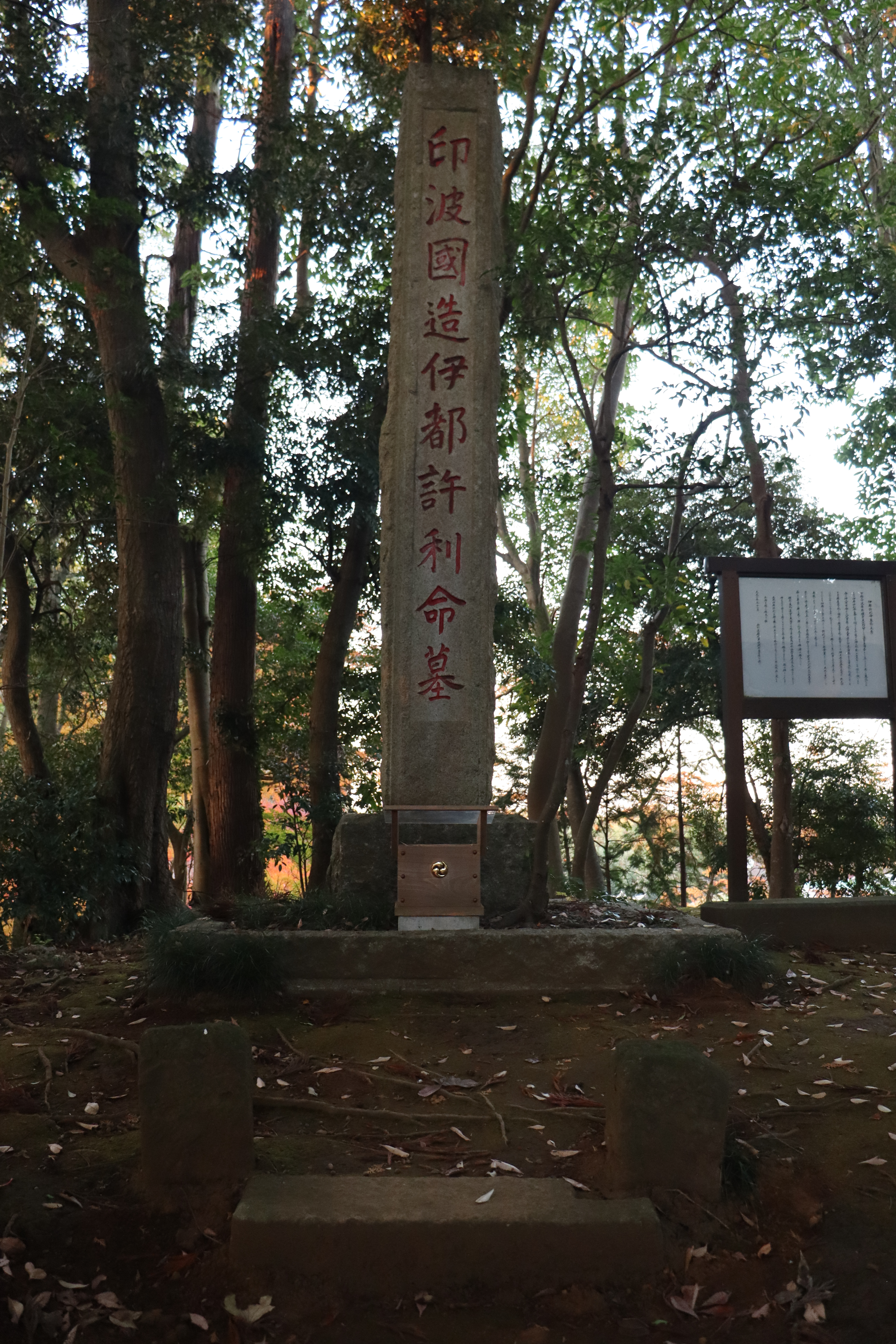
伊都許利命の墓

- 伊都許利命（いつこりのみこと）
古墳時代の人物で応神朝の国造。

## 子孫
- 丈部直大麻呂
天平勝宝7歳2月16日（755年）、防人として筑紫に派遣される途中で詠んだ歌1首が『万葉集』巻20の4389番におさめられている。

- 丈部直牛養（うしかい）
奈良時代の豪族で、印幡郡大領。『続日本紀』天応元年正月条に、蝦夷征討の軍糧を進上したことで外従五位下を授与されたことが見える。